# Heinrich August Jäschke

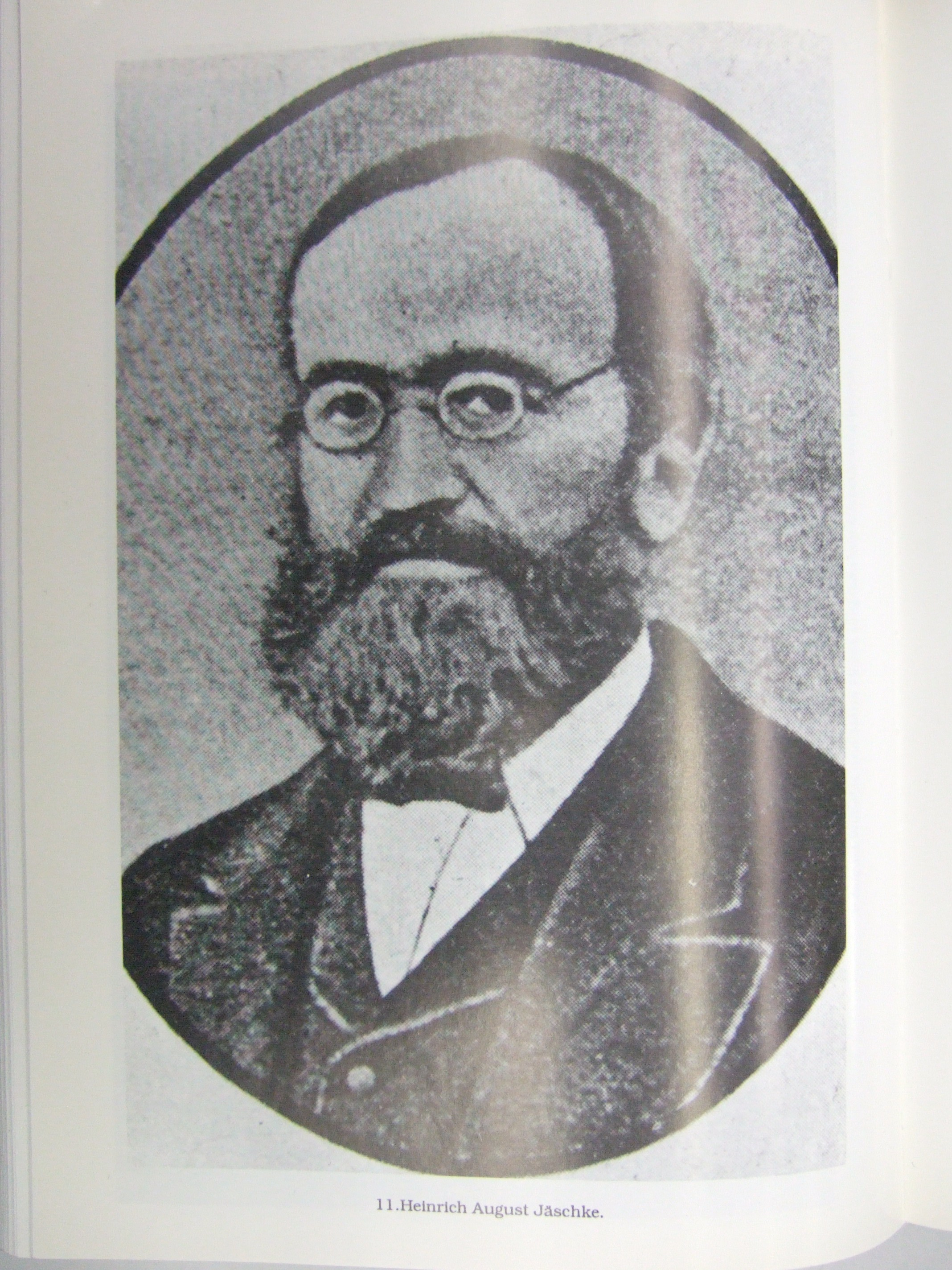
Heinrich August Jäschke.

Heinrich August Jäschke (Herrnhut, 17 de mayo de 1817-24 de septiembre de 1883) fue un misionero, lingüista y orientalista alemán.

## Biografía
Heinrich August Jäschke fue misionero entre 1857 y 1868 en la comunidad religiosa en Kyelang, en el distrito de Lahaul y Spiti en el norte de India, territorio donde se habla un dialecto tibetano; allí se destacó por sus investigaciones sobre el idioma tibetano. Procuró traducir la Biblia al tibetano, y se dedicó a la publicación y traducción de textos tibetanos.

## Publicaciones
- “Über das Tibetische Lautsystem.” Monatsberichte der königlichen preussichen Akademie der Wissenschaften zu Berlin, 1860. Nachtrag. 257-279.
- “Über die östliche Aussprache des Tibetischen im Vergleich zu der früher behandelten Westlichen” Monatsberichte der königlichen preussichen Akademie der Wissenschaften zu Berlin, 1865, 441-454.
- Romanized Tibetan and English dictionary. Kyelang in British Lahoul, 1866.
- “Ueber die Phonetik der tibetischen Sprache.” Monatsberichte der königlichen preussischen Akademie des Wissenschaften zu Berlin, 1868,148-182.
- Handwörterbuch der tibetischen Sprache. Gnadau, Unitätsbuchhandlung, 1871; Nachdruck: Osnabrück, Biblio Verlag, 1971.
- Handwörterbuch der tibetischen Sprache, Gnadau 1871-1875 (engl. Übers.: 1881)
- Tibetan-English dictionary, London 1882
- Tibetan grammar, 2. Aufl., London 1883